# Vincenzo Fresia
Vincenzo Fresia (all'anagrafe Innocente Angelo Paolo Fresia) (Vercelli, 2 ottobre 1888 – Vercelli, 27 aprile 1946) è stato un allenatore di calcio e calciatore italiano, di ruolo centravanti.
Morì all'Ospedale Maggiore di Vercelli nel 1946.

## Carriera

### Club
Giocò per tutta la carriera con la Pro Vercelli.
Nel 1908 il suo esordio in prima squadra, subito da titolare, coincise con l'inizio del ciclo vincente della compagine vercellese, che vinse cinque scudetti nei seguenti sei campionati. L'unico anno in cui non riuscì a vincere il campionato fu il 1910, quando l'indisponibilità di Fresia e di altri due titolari, impegnati in un torneo militare di calcio per il 53º Reggimento di Fanteria di Vercelli, in occasione dello spareggio per il titolo perso contro l'Inter causò una controversia fra la Pro e la FIGC, conclusasi con una squalifica comminata alle "Bianche Casacche" per aver subordinato la gara di Prima Categoria a incontri indetti da altri enti.

### Nazionale
Giocò una partita in Nazionale contro l'Austria, disputata il 15 giugno 1913.

### Allenatore
Allenò per una stagione il Grosseto.

## Statistiche

### Cronologia presenze e reti in Nazionale
| Cronologia completa delle presenze e delle reti in nazionale ― Italia | Cronologia completa delle presenze e delle reti in nazionale ― Italia | Cronologia completa delle presenze e delle reti in nazionale ― Italia | Cronologia completa delle presenze e delle reti in nazionale ― Italia | Cronologia completa delle presenze e delle reti in nazionale ― Italia | Cronologia completa delle presenze e delle reti in nazionale ― Italia | Cronologia completa delle presenze e delle reti in nazionale ― Italia | Cronologia completa delle presenze e delle reti in nazionale ― Italia |
| Data                                                                  | Città                                                                 | In casa                                                               | Risultato                                                             | Ospiti                                                                | Competizione                                                          | Reti                                                                  | Note                                                                  |
| --------------------------------------------------------------------- | --------------------------------------------------------------------- | --------------------------------------------------------------------- | --------------------------------------------------------------------- | --------------------------------------------------------------------- | --------------------------------------------------------------------- | --------------------------------------------------------------------- | --------------------------------------------------------------------- |
| 15/6/1913                                                             | Vienna                                                                | Austria                                                               | 2 – 0                                                                 | Italia                                                                | Amichevole                                                            | 0                                                                     |                                                                       |
| Totale                                                                |                                                                       | Presenze                                                              | 1                                                                     |                                                                       | Reti                                                                  | 0                                                                     |                                                                       |

## Palmarès

### Club

#### Competizioni nazionali
- Campionato italiano: 5

Pro Vercelli: 1908, 1909, 1910-1911 1911-1912, 1912-1913